# جون هولمز (سياسي)
جون هولمز هو سياسي كندي، ولد في 1828، وتوفي في 24 سبتمبر 1879 في كرايستشرش في نيوزيلندا. حزبياً، نشط في Liberal-Conservative Party ‏. وقد انتخب عضو مجلس العموم الكندي عن دائرة Carleton (Ontario federal electoral district) ‏ (20 سبتمبر 1867 – 12 أكتوبر 1872).